# Aeroportul Colonel Carlos Concha Torres
Aeroportul Colonel Carlos Concha Torres (IATA: ESM, ICAO: SETN) este un aeroport din Esmeraldas Province⁠(d), Ecuador ce deservește zona Esmeraldas. Aeroportul a fost tranzitat în 2018 de 47.876 de pasageri.
Situat la o altitudine de 7 m, aeroportul dispune de o singură pistă.